# Gbely
Gbely er en by i det vestlige Slovakiet. Byen ligger i regionen Trnava. Den ligger kun 75 kilometer fra den slovakiske hovedstad  Bratislava. Byen har et areal på 59,95 km² og en befolkning på 4.921(2021) indbyggere.

## Eksterne links
- Officiel hjemmeside

- Wikimedia Commons har flere filer relateret til Gbely